# Valaška

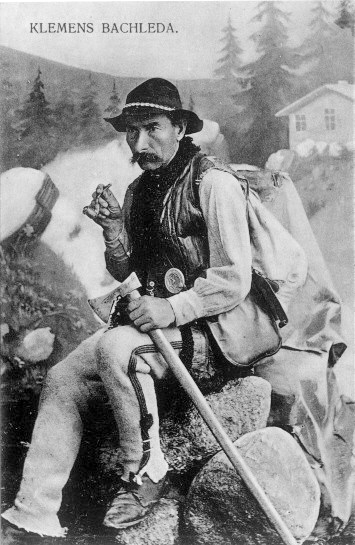
Horalský kroj a valaška.

Valaška je obecně užívané označení pro dlouhou, lehkou a tenkou sekeru.
Správné označení ovšem je obušek (též tenčica), jak tento opěrný, obranný i pracovní nástroj nazývali jeho poslední uživatelé v zemích koruny české – moravští Valaši. Kromě Valašska se nošení obušku dlouho udrželo i na Slovensku a v polském Podhalí – v oblastech ovlivněných tzv. valašskou kolonizací a salašnickým chovem ovcí. Přitom v 17. století se obušek dokládá také mezi ostatním českým i německým obyvatelstvem u nás a patřil ke zbraním, jejichž nošení na veřejná shromáždění se poddaným zakazovalo. Roku 1838 se Valachům zapovědělo nosit železné obušky – ale zákaz se porušoval. S vývojem folklorismu (od konce 19. stol.) nabýval obušek-valaška funkci regionálního znaku. Topůrko se zkrátilo na cca 1 m – na délku cestovní hole a obušek se stal suvenýrem, který nebyl ušetřen samoúčelného zdobení „lidovým“ ornamentem. Dnes je vyráběna hlavně jako suvenýr nebo na dekorativní účely. Valaška – obušek je zařazena na seznamu kulturního dědictví UNESCO.
Obušek je sekyrka s ostřím cca 6–8 cm širokým a výškou železa 10–12 cm; nasazena na toporu z houževnatého dřeva délky až 150 cm. Používal se :
- k odtínání letniny (větve listnatých stromů, krmivo pro dobytek na zimu)
- k lizování (lihování) – tj. označování záseky hraničních stromů na javořinách
- jako osobní a lovecká vrhací zbraň
- jako cestovní hůl
- k porážení ovcí
- jako atribut zbrojného tance – k tomu účelu byl často opatřen sadou plíšků, chřestících kroužků nebo řetízků
- jako součást mužského svátečního kroje
- jako atribut mládenců – obřadníků zvoucích na svatbu

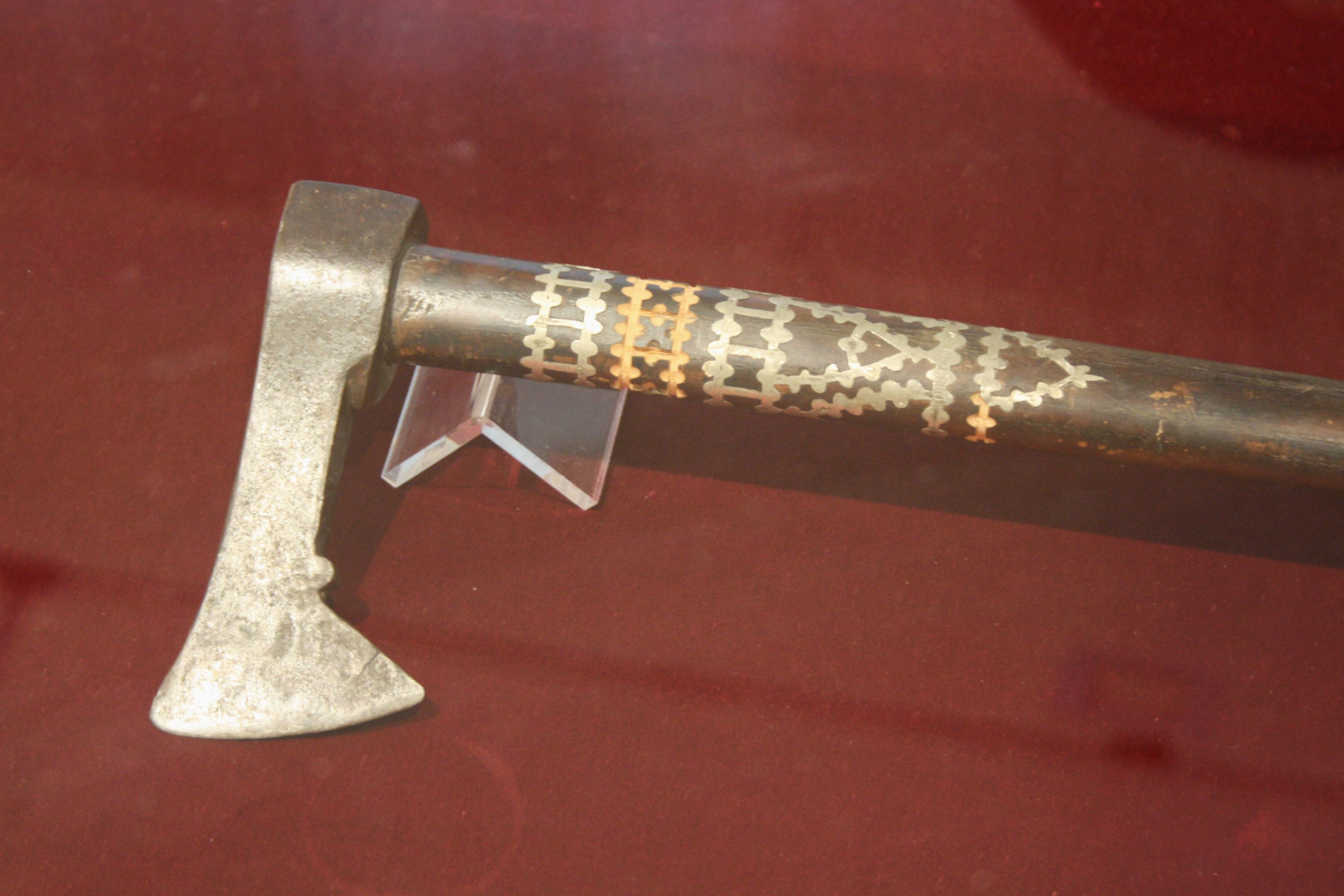
Valaška

Při vstupu do kostela, hostince na shromáždění obce se hole všeho druhu odkládaly u vstupních dveří.
Valaška bývá často spojována se zbojníky. Ti, vyzbrojení valaškami, okrádali své pány a také valašky používali při tanci. Valaška nejznámějšího slovenského zbojníka, Juraje Jánošíka, byla považována za kouzelnou, stejně jako opasek a další části jeho oděvu.
Obušky – valaškami, byli vyzbrojeni i legendární portáši – příslušníci sboru věrných Valachů, ustaveného poprvé v r. 1638 (a definitivně r. 1717) k potírání zbojnictví, pašeráctví a ochraně zemských hranic.